# Contamination de l'héparine chinoise en 2008
Au mois de mars 2008, des rappels majeurs d’héparine ont été annoncés par la Food and Drug Administration (FDA) américaine en raison de contamination du stock brut d’héparine importé de Chine,,.

## Histoire
L’héparine a été produite en Chine à partir d’intestins de porcs par l'entreprise pharmaceutique américaine Scientific Protein Laboratories (en),,. La Food and Drug Administration a déclaré suspecter qu’au moins 81 décès serait liés à un composant de l’héparine brute importée de République populaire de Chine, et qu'il y a également eu 785 rapports d’accidents sérieux associés à l'usage de ce médicament. Selon le New York Times, « les problèmes liés à l'héparine rapportés à l'agence incluent des difficultés respiratoires, des nausées, des vomissements, une transpiration excessive et de rapides chutes de tension artérielle qui dans certains cas ont mené à un choc mettant le pronostic vital en danger ».
Le contaminant a été identifié comme un dérivé « sursulfaté » de sulfate de chondroïtine, un dérivé de mollusque utilisé fréquemment pour le traitement de l’arthrite,. Puisque le dérivé « sursulfaté » ne se trouve pas à l’état naturel et imite les propriétés de héparine, la contrefaçon est très certainement intentionnelle contrairement à une défaillance accidentelle de fabrication. L'héparine a été mélangée dans des proportions allant de 2 à 60 % a un produit de contrefaçon en raison de son moindre coût et d’une pénurie de porcs convenables en Chine.
Quand la FDA a enfin effectué une inspection du fournisseur d’héparine chinoise de Baxter, de sérieux manquements dans l’entreprise ont été trouvés que la FDA a détaillé dans une lettre à l'attention de l'entreprise chinoise. La FDA a également déclaré qu'elle n'avait pas les fonds, et n'était pas dans l'obligation d'inspecter régulièrement les fabricants à l’étranger d'ingrédients pharmaceutiques actifs comme l’héparine.
Au mois de novembre 2008, la FDA a saisi onze lots d’héparine des Laboratoires Celsus Inc., un fabricant de Cincinnati, dans l'Ohio.